# Purwawinangun (Kuningan)
Purwawinangun is een bestuurslaag in het regentschap Kuningan van de provincie West-Java, Indonesië. Purwawinangun telt 15.108 inwoners (volkstelling 2010).